# Janice Bremner
Janice Lynn Bremner (* 15. Juli 1974 in Burlington) ist eine ehemalige kanadische Synchronschwimmerin.

## Erfolge
Janice Bremner sicherte sich 1994 mit der Silbermedaille bei den Weltmeisterschaften in Rom ihre erste internationale Medaille. Ein Jahr darauf folgte bei den Panamerikanischen Spielen in Mar del Plata der Gewinn einer weiteren Silbermedaille in der Mannschaftskonkurrenz. 1996 gehörte sie auch zum kanadischen Aufgebot bei den Olympischen Spielen in Atlanta. Zusammen mit Karen Clark, Sylvie Fréchette, Erin Woodley, Karen Fonteyne, Christine Larsen, Valérie Hould-Marchand, Cari Read und Lisa Alexander gelang ihr im Mannschaftswettbewerb mit 98,367 Punkten das zweitbeste Ergebnis des Wettkampfs, womit die Kanadierinnen hinter der mit 99,720 Punkten siegreichen Mannschaft der Vereinigten Staaten die Silbermedaille gewannen. Bronze ging an Japan mit 97,753 Punkten.
Kurz nach den Spielen beendete sie ihre Karriere. Sie begann an der University of British Columbia zu studieren und schloss 1999 ihr Studium ab. Daraufhin begann sie im Bereich der Fitness- und Gesundheitserziehung zu arbeiten. 2011 erwarb sie einen Master in Pädagogik an der Simon Fraser University, wo sie im Anschluss ein Ph.D.-Studium aufnahm.